# Lekkoatletyka na Letnich Igrzyskach Olimpijskich 1920 – bieg na 110 m przez płotki mężczyzn
Bieg na 110 m przez płotki mężczyzn był jedną z konkurencji lekkoatletycznych na Letnich Igrzyskach Olimpijskich 1920. Zawody odbyły się w dniach 17-18 sierpnia. W zawodach uczestniczyło 23 zawodników z 15 państw.

## Rekordy
| Rekord świata     | 15,0 | Forrest Smithson | Londyn (GBR) | 25 lipca 1908 |
| Rekord olimpijski | 15,0 | Forrest Smithson | Londyn (GBR) | 25 lipca 1908 |

## Wyniki

### Ćwierćfinały
Ćwierćfinał 1
| Miejsce | Zawodnik            | Czas | Kwal. |
| ------- | ------------------- | ---- | ----- |
| 1       | Daciano Colbachini  | 15,6 | Q     |
| 2       | Harry Wilson        | 15,8 | Q     |
| 3       | Georg Lindström     | 15,9 |       |
| 4       | Wilfred Kent-Hughes |      |       |

Ćwierćfinał 2
| Miejsce | Zawodnik      | Czas | Kwal. |
| ------- | ------------- | ---- | ----- |
| 1       | Harold Barron | 15,2 | Q     |
| 2       | Earl Thomson  | 15,4 | Q     |
| 3       | Gösta Holmér  | 16,5 |       |
| 4       | Willi Moser   | 17,5 |       |

Ćwierćfinał 3
| Miejsce | Zawodnik             | Czas | Kwal. |
| ------- | -------------------- | ---- | ----- |
| 1       | Feg Murray           | 15,8 | Q     |
| 2       | George Gray          | 16,0 | Q     |
| 3       | Henri Bernard        |      |       |
| 4       | René Joannes-Powell  |      |       |
| 5       | Dimitrios Andromedas |      |       |

Ćwierćfinał 4
| Miejsce | Zawodnik       | Czas | Kwal. |
| ------- | -------------- | ---- | ----- |
| 1       | Henri Thorsen  | 16,8 | Q     |
| 2       | William Hunter |      | Q     |

Ćwierćfinał 5
| Miejsce | Zawodnik      | Czas | Kwal. |
| ------- | ------------- | ---- | ----- |
| 1       | William Yount | 15,6 | Q     |
| 2       | Göran Hultin  | 15,8 | Q     |
| 3       | Harold Jeppe  | 16,4 |       |
| 4       | Adolf Reich   | 17,5 |       |

Ćwierćfinał 6
| Miejsce | Zawodnik                 | Czas | Kwal. |
| ------- | ------------------------ | ---- | ----- |
| 1       | Walker Smith             | 15,8 | Q     |
| 2       | Carl-Axel Christiernsson | 16,0 | Q     |
| 3       | Oscar van Rappard        | 16,5 |       |
| 4       | Eric Dunbar              |      |       |

### Półfinały
Półfinał 1
| Miejsce | Zawodnik       | Czas | Kwal. |
| ------- | -------------- | ---- | ----- |
| 1       | Harold Barron  | 15,0 | Q =WR |
| 2       | Walker Smith   | 15,2 | Q     |
| 3       | Harry Wilson   | 15,3 | Q     |
| 4       | Göran Hultin   |      |       |
| 5       | Henri Thorsen  |      |       |
| 6       | William Hunter |      |       |

Półfinał 2
| Miejsce | Zawodnik                 | Czas | Kwal. |
| ------- | ------------------------ | ---- | ----- |
| 1       | Earl Thomson             | 15,0 | Q =WR |
| 2       | Feg Murray               | 15,2 | Q     |
| 3       | Carl-Axel Christiernsson | 15,3 | Q     |
| 5       | William Yount            |      |       |
| 4       | George Gray              |      |       |
| 6       | Daciano Colbachini       |      |       |

### Finał
| Miejsce | Zawodnik                 | Czas    |
| ------- | ------------------------ | ------- |
| 1       | Earl Thomson             | 14,8 WR |
| 2       | Harold Barron            | 15,1    |
| 3       | Feg Murray               | 15,3    |
| 4       | Harry Wilson             | 15,3    |
| 5       | Walker Smith             | 15,3    |
| 6       | Carl-Axel Christiernsson | 15,5    |